# Dariusz Michalczewski
Dariusz Tomasz Michalczewski (Gdańsk, 1968. május 5. –) német állampolgárságú lengyel ökölvívó. A Bokszvilágszervezet (WBO), Bokszvilágszövetség (WBA) és a Nemzetközi Bokszszövetség (IBF) félnehézsúlyú bajnoka és a Bokszvilágszervezet cirkálósúlyú bajnoka.

## Amatőr eredményei
1988-ban elhagyta a Németországban tartózkodó lengyel válogatottat és Hamburgban telepedett le. 1991-ben már német színekben lett Európa-bajnok félnehézsúlyban.

## Profi karrierje
1991-ben állt profinak a hamburgi Universumnál, ahol az edzője Fritz Sdunek lett. Michalczewski agresszív, támadó beállítottságú bunyós volt (innen a beceneve: Tigris), aki köszönhetően kiemelkedő ütésállóságának folyamatosan nyomás alatt tartotta és óriási erejű balegyeneseivel felőrölte ellenfeleit. 50 profi mérkőzéséből 48-at nyert meg, ebből 38-at kiütéssel és kettőt vesztett el. Később amikor Kovács István is univerzumos lett, szoros barátság alakult ki köztük.

### A világbajnok
1994. szeptember 10-én az amerikai Leeonzer Barber legyőzésével lett a WBO félnehézsúlyú világbajnoka. Még abban az évben Nestor Giovannini kiütésével megszerezte a WBO cirkálósúlyú bajnoki címét is. A következő évben visszatért félnehézsúlyba és nyolc alkalommal védte meg címét, majd 1997. június 13-án, címegyesítő mérkőzésen legyőzte az amerikai WBA és IBF bajnok Virgil Hillt is, így súlycsoportja vitathatatlan bajnoka lett. Sportpolitikai okokból azonban le kellett mondania a megszerzett WBA és IBF-övekről, de WBO-címét még 14-szer védte meg.
1994 és 2003 között 25 világbajnoki címmérkőzést nyert meg.

### Vereségek
2003. november 18-án a mexikói Julio César González ellen pontozással elvesztette veretlenségét és világbajnoki címét is, így nem tudta beállítani a legendás Rocky Marciano 49-0-ás csúcsát. E kudarc után másfél évig nem lépett ringbe, majd 2005-ben, a WBA világbajnok Fabrice Tiozzo ellen tért vissza, de tőle is vereséget szenvedett (a francia a 6. menetben TKO-val győzte le a "Tigrist"), ami után végleg visszavonult az ökölvívástól.

## Profi box rekord
| 48 győzelem (38 kiütéssel, 7 pontozással és 3 diszkvalifikációval), 2 vereség (1 kiütéssel és 1 pontozással) |                            |       |              |            |                | |
| Er. | Ellenfél                   | Típus | Kör, Idő     | Dátum      | Helyszín       | Jegyzetek |
| Vereség | Fabrice Tiozzo             | TKO   | 6(12), 2:05  | 2005-02-26 | Hamburg        | Mérkőzésvezető: Stanley Christodoulou Pontozóbírók: Jesus Cova, Ove Ovesen, Guillermo Perez Pineda WBA félnehézsúlyú cím Tiozzo súlya: 174.25 font Michalczewski súlya: 175 font |
| Vereség | Julio César González       | SD    | 12(12)       | 2003-10-18 | Hamburg        | Mérkőzésvezető: Joe Cortez 1. Pontozó: Harry Davis 112-116 2. Pontozó: Mike Glienna 112-116 3. Pontozó: Joachim Jacobsen 115-113 WBO félnehézsúlyú cím Michalczewski súlya: 174.25 font Gonzalez súlya: 174.25 font |
| Győzelem | Derrick Harmon             | KO    | 9(12)        | 2003-03-29 | Hamburg        | Mérkőzésvezető: Eddie Cotton Pontozóbírók: Frank Cairo, Joachim Jacobsen, Henk Adriaansen WBO félnehézsúlyú cím Michalczewski súlya: 174.5 font Harmon súlya: 174.75 font |
| Győzelem | Richard Hall               | TKO   | 10(12)       | 2002-09-14 | Braunschweig   | Mérkőzésvezető: Rudy Battle WBO félnehézsúlyú cím Michalczewski súlya: 174.75 font Hall súlya: 174.75 font |
| Győzelem | Joey DeGrandis             | KO    | 2(12)        | 2002-04-20 | Gdańsk         | Mérkőzésvezető: Joachim Jacobsen 1. Pontozó: Luis Pabon 10-9 2. Pontozó: Manuel Oliver Palomo 10-9 3. Pontozó: Melvina Lathan 10-9 WBO félnehézsúlyú cím Michalczewski súlya: 174.75 font DeGrandis súlya: 174 font |
| Győzelem | Richard Hall               | TKO   | 11(12), 1:50 | 2001-12-15 | Berlin         | Mérkőzésvezető: Mark Nelson 1. Pontozó: Manuel Oliver Palomo 98-93 2. Pontozó: Joachim Jacobsen 97-93 3. Pontozó: Valerie Dorsett 97-93 WBO félnehézsúlyú cím Fight stopped due to a huge swelling on Hall's eye Michalczewski súlya: 174.5 font Hall súlya: 173.5 font                                                                       |
| Győzelem | Alejandro Lakatos          | KO    | 9(12), 1:35  | 2001-05-05 | Braunschweig   | Mérkőzésvezető: Mike Ortega 1.Pontozó: Mike Glienna 76-76 2.Pontozó: Luca Montella 76-76 3. Pontozó: Joachim Jacobsen 77-75 WBO félnehézsúlyú cím Michalczewski súlya: 175 font Lakatus súlya: 174.5 font |
| Győzelem | Ka Dy King                 | TKO   | 7(12), 0:28  | 2000-12-16 | Essen          | Mérkőzésvezető: Genaro Rodriguez 1. Pontozó: Larry Hazzard Jr. 59-55 2. Pontozó: Joachim Jacobsen 59-55 3. Pontozó: Henk Adriaansen 59-55 WBO félnehézsúlyú cím Michalczewski súlya: 174 font Ka Dy King súlya: 174 font |
| Győzelem | Graciano Rocchigiani       | TKO   | 10(12), 3:00 | 2000-04-15 | Hannover       | Mérkőzésvezető: Rudy Battle 1. Pontozó: Levi Martinez 89-81 2. Pontozó: Victor Salomon 89-81 3. Pontozó: Joachim Jacobsen 87-83 WBO félnehézsúlyú cím Michalczewski súlya: 175 font Rocchigiani súlya: 175 font Rocchigiani failed to answer the bell for the 10th round.                                                                     |
| Győzelem | Montell Griffin            | TKO   | 4(12), 2:59  | 1999-08-28 | Bremen         | Mérkőzésvezető: Joe Cortez 1. Pontozó: Dave Hess 27-30 2. Pontozó: Manuel Oliver Maritxalar 27-30 3. Pontozó: Joachim Jacobsen 27-30 WBO félnehézsúlyú címe Michalczewski súlya: 175 font Griffin súlya: 175 font |
| Győzelem | Muslim Biarslanov          | TKO   | 7(12), 1:41  | 1999-04-03 | Bremen         | Mérkőzésvezető: Mike Ortega 1. Pontozó: Larry Hazzard Jr. 60-54 2. Pontozó: Luis Pabon 60-54 3. Pontozó: Joachim Jacobsen 60-54 WBO félnehézsúlyú cím Michalczewski súlya: 174.25 font Biarslanov súlya: 174.75 font |
| Győzelem | Drake Thadzi               | TKO   | 9(12)        | 1998-12-12 | Frankfurt      | WBO félnehézsúlyú cím Michalczewski súlya: 174 font |
| Győzelem | Mark Prince                | KO    | 8(12)        | 1998-09-19 | Oberhausen     | Mérkőzésvezető: Rudy Battle Pontozó: Roberto Ramirez WBO félnehézsúlyú cím Michalczewski súlya: 174.75 font Prince súlya: 173.75 font |
| Győzelem | Andrea Magi                | TKO   | 4(12)        | 1998-03-20 | Frankfurt      | WBO félnehézsúlyú cím Michalczewski súlya: 174.25 font Magi súlya: 175 font |
| Győzelem | Darren Zenner              | RTD   | 6(12), 3:00  | 1997-12-13 | Hamburg        | Mérkőzésvezető: Raul Caiz Sr 1. Pontozó: Manuel Oliver Palomo 60-54 2. Pontozó: Dave Hess 60-54 3. Pontozó: Luca Montella 60-54 WBO félnehézsúlyú cím The bout was stopped after the 6th round due to cuts. Michalczewski súlya: 175 font Zenner súlya: 175 font                                                                              |
| Győzelem | Nicky Piper                | TKO   | 7(12), 3:00  | 1997-10-04 | Hannover       | Mérkőzésvezető: Raul Caiz Sr 1. Pontozó: Andre Van Grootenbruel 69-61 2. Pontozó: Jose Hiram Rivera 68-62 3. Pontozó: Cornelio Stucchi 69-61 WBO félnehézsúlyú cím Corner retirement after the 7th round. Michalczewski súlya: 175 font Piper súlya: 174.5 font                                                                               |
| Győzelem | Virgil Hill                | UD    | 12(12)       | 1997-06-13 | Oberhausen     | Mérkőzésvezető: John Coyle 1. Pontozó: Marcel Roloux 118-110 2. Pontozó: Rogelio Perez 117-112 3. Pontozó: Samuel Conde Lopez 116-113 WBA félnehézsúlyú cím IBF félnehézsúlyú cím WBO félnehézsúlyú cím Michalczewski súlya: 174.5 font Hill súlya: 173.75 font                                                                               |
| Győzelem | Christophe Girard          | TKO   | 8(12), 2:35  | 1996-12-13 | Hannover       | Mérkőzésvezető: Joe Cortez Pontozóbírók: Mark Nelson, Tomas Vasquez, Victor Salomon WBO félnehézsúlyú cím Michalczewski súlya: 175 font Girard súlya: 175 font |
| Győzelem | Graciano Rocchigiani       | DQ    | 7(12), 2:35  | 1996-08-10 | Hamburg        | Mérkőzésvezető: Joe O'Neil 1. Pontozó: Jose Hiram Rivera 56-58 2. Pontozó: Aaron Kizer 56-58 3. Pontozó: Harold Gomes 58-58 WBO félnehézsúlyú cím Originally ruled a Technical Draw, the decision was changed because Michalczewski was KO'd after the referee's "Break-command". Michalczewski súlya: 174 font Rocchigiani súlya: 173.5 font |
| Győzelem | Christophe Girard          | UD    | 12(12)       | 1996-06-08 | Cologne        | Mérkőzésvezető: Andre Van Grootenbruel 1. Pontozó: Cornelio Stucchi 117-112 2. Pontozó: Dave Parris 117-112 3. Pontozó: Henk Adriaansen 117-111 WBO félnehézsúlyú cím Michalczewski súlya: 175 font Girard súlya: 175 font |
| Győzelem | Asluddin Umarov            | TKO   | 5(12), 2:30  | 1996-04-06 | Hannover       | Játékvezető: Ismael W. Fernandez Bíró: Henk Adriaansen 40-35 Bíró: Frank Cairo 40-35 Bíró: John Stewart 40-36 WBO félnehézsúlyú cím Michalczewski súlya: 174.75 font Umarov súlya: 174.25 font |
| Győzelem | Philippe Michel            | UD    | 12(12)       | 1995-10-07 | Frankfurt      | Játékvezető: Jose Hiram Rivera Bíró: Jose Roman 117-109 Bíró: Andre Van Grootenbruel 120-107 Bíró: Dave Parris 120-107 WBO félnehézsúlyú cím Michalczewski súlya: 174 font Michel súlya: 173 font |
| Győzelem | Everardo Armenta Jr        | KO    | 5(12), 2:59  | 1995-08-19 | Düsseldorf     | Játékvezető: Ismael W. Fernandez Bíró: Nelson Vazquez 40-36 Bíró: Cornelio Stucchi 40-36 Bíró: Andre Van Grootenbruel 40-36 WBO félnehézsúlyú cím Michalczewski súlya: 175 font Armenta súlya: 174.5 font |
| Győzelem | Paul Carlo                 | KO    | 4(12), 2:46  | 1995-05-20 | Hamburg        | Játékvezető: Genaro Rodriguez Bíró: Denny Nelson 29-28 Bíró: Cornelio Stucchi 29-28 Bíró: Harold Gomes 29-28 WBO félnehézsúlyú cím Michalczewski súlya: 172.75 font Carlo súlya: 174.25 font |
| Győzelem | Roberto Dominguez Perez    | KO    | 2(12), 1:05  | 1995-03-11 | Cologne        | Játékvezető: Genaro Rodriguez Bíró: Gordon Volkman 8-10 Bíró: Mike Glienna 8-10 Bíró: Andre Van Grootenbruel 8-10 WBO félnehézsúlyú cím Michalczewski was down in the 1st. Michalczewski staggered in the 2nd before ending the fight with a single left hook. Michalczewski súlya: 174.75 font Perez súlya: 173 font                         |
| Győzelem | Nestor Hipolito Giovannini | KO    | 10(12), 1:25 | 1994-12-17 | Hamburg        | Játékvezető: Genaro Rodriguez Bíró: Ruben Garcia Dr. 89-79 Bíró: Jose L. Sousa 88-81 Bíró: Jose Hiram Rivera 87-81 WBO cirkálósúlyú cím Giovannini down in 9th round. Giovannini súlya: 182 font Michalczewski súlya: 181 font |
| Győzelem | Leeonzer Barber            | UD    | 12(12)       | 1994-09-10 | Hamburg        | Játékvezető: Raul Caiz Sr Bíró: Horacio Bakemon 117-109 Bíró: Jose L. Sousa 116-111 Bíró: Cornelio Stucchi 116-111 WBO félnehézsúlyú cím Michalczewski súlya: 174 font Barber súlya: 174 font |
| Győzelem | Melvin Wynn                | KO    | 2, 3:05      | 1994-05-28 | Aachen         | |
| Győzelem | David Davis                | KO    | 7(10)        | 1994-04-23 | Halle          | |
| Győzelem | David Vedder               | DQ    | 1            | 1994-02-19 | Hamburg        | |
| Győzelem | Sergio Daniel Merani       | TD    | 9(12)        | 1993-11-20 | Hamburg        | IBF Inter-Continental félnehézsúlyú cím |
| Győzelem | Mwehu Beya                 | PTS   | 12(12)       | 1993-09-11 | Aachen         | IBF Inter-Continental félnehézsúlyú cím |
| Győzelem | Juan Alberto Barrero       | KO    | 5(10)        | 1993-06-26 | Hamburg        | |
| Győzelem | Noel Magee                 | TKO   | 8(12)        | 1993-05-22 | Aachen         | Vacant IBF Inter-Continental félnehézsúlyú cím |
| Győzelem | Pat Alley                  | KO    | 4            | 1993-04-03 | Hamburg        | Michalczewski down in 3rd round. |
| Győzelem | Ali Saidi                  | KO    | 10(10)       | 1993-02-13 | Hamburg        | German International félnehézsúlyú cím |
| Győzelem | Willie McDonald            | KO    | 3            | 1993-01-12 | Aachen         | McDonald was knocked down twice in the 2nd. |
| Győzelem | Mike Peak                  | PTS   | 8(8)         | 1992-12-08 | Berlin         | |
| Győzelem | Keith Williams             | TKO   | 2            | 1992-11-17 | Luebeck        | |
| Győzelem | Cecil Simms                | KO    | 2            | 1992-11-07 | Cologne        | |
| Győzelem | Steve McCarthy             | DQ    | 3(10)        | 1992-09-29 | Berlin         | |
| Győzelem | Sylvester White            | TKO   | 5            | 1992-08-28 | Aachen         | |
| Győzelem | Richard Bustin             | KO    | 4(8)         | 1992-06-27 | Quinta do Lago | |
| Győzelem | Terrence Wright            | TKO   | 2            | 1992-05-22 | Dinslaken      | |
| Győzelem | Robert Johnson             | TKO   | 2            | 1992-04-04 | Düsseldorf     | |
| Győzelem | Sean Mannion               | TKO   | 3            | 1992-02-21 | Berlin         | |
| Győzelem | Yves Monsieur              | TKO   | 4(8)         | 1992-01-28 | Berlin         | |
| Győzelem | Zoltan Habda               | TKO   | 2            | 1992-01-10 | Aachen         | |
| Győzelem | Peter Cenki                | TKO   | 2            | 1991-10-15 | Berlin         | Cenki down once in the 2nd. Cenki corner throws in the towel. |
| Győzelem | Frederic Porter            | TKO   | 2            | 1991-09-16 | Berlin         | |